# Cremnops yucatanus
Cremnops yucatanus är en stekelart som beskrevs av Berta 1998. Cremnops yucatanus ingår i släktet Cremnops och familjen bracksteklar. Inga underarter finns listade i Catalogue of Life.